# Coahuilaceratops
Coahuilaceratops („Rohatá tvář ze státu Coahuila“) byl rod velkého rohatého dinosaura (ceratopsida), žijícího v období pozdní křídy (geologický věk kampán, asi před 71,5 až 70,5 miliony let) na území dnešního Mexika (geologické souvrství Cerro del Pueblo). Typovým a jediným dosud známým druhem je C. magnacuerna, formálně popsaný v roce 2010.

## Popis
Jednalo se o mohutného čtyřnohého býložravce s masivní hlavou a velmi dlouhými rohy. Právě nadočnicové rohy jsou velmi nápadné a přestože se jejich fosilie nezachovaly celé, svědčí o tom, že Coahuilaceratops mohl být v tomto ohledu rekordmanem. Rohy v kompletním stavu totiž mohly měřit až přes 120 cm. Celý dinosaurus nejspíš dosahoval délky 6,7 až 8 metrů, výšky v plecích asi 2 metry a vážil kolem 4 až 5 tun. Lebka měřila na délku asi 1,8 metru.
Podstatně menší rozměry pro tohoto ceratopsida nicméně uvádí americký badatel Gregory S. Paul, který v roce 2016 odhadl délku tohoto ceratopsida na 4 metry a hmotnost asi na 1000 kilogramů.

## Zařazení
Coahuilaceratops byl chasmosaurinním ceratopsidem, jehož sesterskými taxony byly rody Sierraceratops a Bravoceratops.

### Česká literatura
- SOCHA, Vladimír (2021). Dinosauři – rekordy a zajímavosti. Nakladatelství Kazda, Brno. ISBN 978-80-7670-033-8 (str. 104)